# سازمان جهانی سگ
سازمان جهانی سگ (Fédération Cynologique Internationale)(FCI) باشگاهی واقع در بلژیک است
اهداف آن در دو مقررات شرح داده شده:
هدف F.C.I. به تشویق و ترویج پرورش و استفاده از سگ است این سازمان با توجه به نژاد سگ و با تاثر از خصوصیات فیزیکی ارتباط معیارهایی را برای هر نژاد تعیین می‌کند که هر کدام توانایی انجام چه کارهایی را دارند و می‌توان چه اعمالی را به آنها سپرد.
برای محافظت از استفاده، نگهداری و پرورش سگ در کشورهای عضو؛ برای حمایت از تبادل آزاد اطلاعات سینولوژیکی سگ بین کشورهای عضو و سازماندهی نمایشگاه‌ها و آزمون‌های مرتبط.

## تاریخچه
این سازمان در سال ۱۹۱۱ توسط آلمان، اتریش، بلژیک، فرانسه و هلند تأسیس گردید و دوباره در سال ۱۹۲۱ پس از فروکش کردن آتش جنگ جهانی اول احیا شد.
در سال ۲۰۱۱ صدمین جشن یادبود و سالگرد تاسیس خود را جشن گرفت و در حال حاضر ۱۰۷ سال از تاسیس آن می گذرد. مراسم سالگرد و یادبود اف سی آی هر سال در تاریخ معین تاسیس آن بر می برگزار می شود و میزبان برنامه سالانه آن بلژیک، آلمان، فرانسه، هلند و اتریش هستند که در واقع کشورهاي تاسیس کننده و اعضاي اصلی آن هستند.)مکان اصلی این سازمان در بلژیک قرار دارد( بدلیل جنگ جهانی اول فعالیت هاي این سازمان متوقف شد و در سال ۱۹۲۱ توسط فرانسه و بلژیک مجددا از سر گرفته شد و مقرات جدید در آوریل ۱۹۲۱ تصویب و در۵ مارس ۱۹۶۸ ، اف سی آی با حکم قانونی و شخصیت قانونی پیدا کرد. همانگونه که در نام اختصاري این سازمان نیز وجود دارد واژه بین المللی )international( بر این نکته اشاره دارد که این سازمان با آنکه مؤسسان و اعضاي اصلی آن کشورهاي اروپایی هستند اما ابداع کننده یک روش سازمانی جهانی و گسترده است. زیرا از همان مراحل ابتدایی کار،ارتباط باکلوب هاي لانه زنبوري درآمریکاآغازشدوازسوي دیگرمیتوان به برزیل اشاره کردکه به عنوان عضواتحادیه ملی،نخستین عضوخارج ازاروپا به شماررفت. امروزه سازمان به صورت بین المللی نماینده رسمی همه قاره هاست که از طریق اعضاي خود و همراهان قراردادي به فعالیت می پردازد.)این سازمان داراي ۹۲ عضو است و به ازاي هر کشور یک عضو قراراردادي دارد که نمایندگی فدراسیون سگ ایران نیز از سال۲۰۱۵ به این اتحادیه بزرگ ملحق شده است. پس از تاسیس سازمان اف سی آی بسیاري از نژادهاي سگ بررسی و شناخته شد وتا به امروز ۳۴۴ نژاد شناخته شده است.
به طور کلی اهداف این موسسه در دو بخش شرح داده شده است
هدف FCI : تشویق و ترویج پرورش و استفاده از سگ است. این موسسه با توجه به نژاد سگ از خصوصیات فیزیکی- آن استانداردهایی را براي هر نژاد تعیین میکند که هر کدام توانایی انجام چه کارهایی را دارند و میتوان چه اعمالی را به آنها سپرد.
- براي حمایت از استفاده، نگهداري و پرورش سگ در کشورهاي عضو؛ همچنین تبادل آزاد اطلاعات سینولوژیکی)زیست شناسانه( سگ بین کشورهاي عضو و نمایشگاهها و آزمونهاي مرتبط سازماندهی می شود.

## نژادها
همه نژادها به ده گروه تقسیم شده اند. این گروهها بر اساس اهمیت نژاد از قبیل منشأ یا نوع استفاده هستند. این 10 گروه عبارت اند از
- 1- .محافظ گله و احشام
- 2- کوه هاي سوئیس و سگ هاي گله و دیگر نژادها
- 3- .ترییر
- 4. داشهوندها
- 5 .اشپیتز و انواع اولیه
- 6 .تازيهاي ردیاب و نژادهاي مرتبط
- 7- پوینتر ها و سترها .
- Retrievers - Flushing Dogs - Water Dogs-8
- 9 .سگهاي همنشین
- 10- سگ هاي شکاري

هر گروه شامل دسته هایی به عنوان زیرگروه نژادهاي سگ است. در این دسته ها نژادها بر اساس ترتیب سه حرف اول حروف الفبایی کشور صاحب نژاد مرتب شده اند.
طبق اصول اشاره شده بالا سازمان امور بین المللی سگ در ایران IKC میباشد.
هر نژاد دارای شماره نژاد مخصوص خود است. این باعث می‌شود که اطمینان پیدا کنیم که هر نژاد به درستی معرفی شده، چون هر نژاد ممکن است در هر کشور یا زبانی نامی بخصوص داشته باشد، یا ممکن است بسیاری از نژادها نام‌های مشابهی داشته باشند
برای مثال، بوهاند نوروژی در گروه ۵(اسپیتز و انواع اولیه) است، دسته ۳ (Nordic Watchdogs and Herders)، و شماره کلی نژاد ۲۳۷ است.